# Ред и закон: УК (1. сезона)
Прва сезона серије Ред и закон: УК је премијерно емитована од 23. фебрура до 3. септембра 2009. године и броји 13 епизода.

## Улоге
- Бредли Волш као ДН Рони Брукс
- Џејми Бамбер као ДН Мет Девлин
- Харијет Волтер као ДИ Натали Чендлер
- Бен Данијелс као ВКТ Џејмс Стил
- Фрима Еџимен као НКТ Алеша Филипс
- Бил Патерсон као ДКТ Џорџ Касл

## Епизоде
| Бр. еп. у серији | Бр. еп. у сезони | Наслов                   | Редитељ             | Сценариста                   | Премијерно емитовање | Бр. гледалаца (у милионима) |
| --- | ---------------- | ------------------------ | ------------------- | ---------------------------- | -------------------- | --------------------------- |
| 1 | 1                | "Нега"                   | Омар Мада           | Крис Чибнал                  | 23. фебруар 2009.    | 6.96                        |
| ДН Рони Брукс и ДН Мет Девлин су задужени да истраже смрт мртвог деветомесечног детета које је пронађено у спортској торби на паркингу болнице. Први очигледни осумњичени је дететова мајка Дион Фара, али сазнају да је дете оставила код куће док не дође дадиља јер је била забринута да ће бити отпуштена ако закасни на посао. Дадиљи је одбијен улазак у зграду, а дечак се отровао угљен-моноксидом због неисправног централног грејања и грејалице стану. Колегу закупца Мајка Тарнера подмитила је газдарица Морин Волтерс да узнемирава станаре да напусте зграду како би она могла да реновира зграду за профитабилније градитеље као средство за добијање веће кирије, а он је оптужен за петљање са грејањем као начин да се отараси станара који су одбили да напусте своје домове приликом чега је убио дете. Међутим, случај је поништен када се утврдило да је сведочење чувара зграде француза погрешно преведено. Међутим, суђење се враћа на прави пут када је екипа открила да је госпођа Волтерс такође подмићивала службенике за заштиту животне средине, а Стил убеђује Тарнера да сведочи против ње. Стил покушава да гони Волтерсову за груби немар и мићење јавних званичника. |                  |                          |                     |                              |                      |                             |
| 2 | 2                | "Неузвраћена љубав"      | Енди Годард         | Тери Кафола                  | 2. март 2009.        | 6.24                        |
| Када је 13-годишњи дечак пронађен шутнутим на смрт на станици Јустон, детективи прво морају да га идентификују. Њихова почетна претпоставка је да је он бегунац, али обдукција открива да је био добро ухрањен и доброг здравља. ДИ Чендлерова одржава изјаву за штампу на којој је жртва препозната као Дени Џексон који је био у хранитељству јер је његова мајка Менди бивша наркоманка и тренутно је у установи за одвикавање. Недавно је напустила свог Стивија са којим живи, а који је већ осумњичен за физичко злостављање жртве, али он пориче да је икада дирао дете и тврди да га није видео откако га је девојка напустила. Брукс и Девлин постају осећајно погођени случајем који изгледа укључује злостављање деце и насиље банди. Траг води до хапшења још једног дечака Џона Блејка који је такође био на бризи у истој кући као и Дени. Стил и Филипсова се суочавају са „старим пламеном“ из Стилове прошлости, заступницом Беатрис Мекардл која покушава да изведе бизарну и смелу линију одбране [Генетска предиспозиција[ |                  |                          |                     |                              |                      |                             |
| 3 | 3                | "Пороци"                 | Омар Мада           | Крис Чибнал                  | 9. март 2009.        | 6.61                        |
| Када је тело службеника Одељења за пороке Френка Мекалума пронађено на задњем седишту његових кола на Падингтону, откривено је да је он очигледно убијен након оралног секса. Они прате његово кретање до младе проститутке која у торбици има Мекалумов новчаник, али је форензичари елиминишу као осумњичену. Иако је ожењен супругом коју обожава, Френк је волео да шврља, а према речима жртвиног шефа), новац од предузећа за пејнтбол за које је радио није урачунат. Док проверавају прошлост свог бившег колеге, Брукс и Девлин прате Мекалумову кредитну картицу друштва до продавнице дечије одеће у Барнсу коју воде две пријатељице Ема Сендбрук и Кејт Бартон и откривају да је то параван за услугу пословне пратње и да две жене раде као проститутке високе класе како би платиле школарину својих синова. Жене терете за убиство и утврђују побуду да је једна од њих убила мушкарца. Емин јединствени и скупи руж је идентификован међу форензичким доказима у задњем делу кола. Њена „неустрашива заступница“ Филис Гледстон тврди да је Мекалум уцењивао Ему због бесплатног секса и напао ју је када је покушала да изађе из кола. Након тога је покушао да је натера на секс и она га је убила у самоодбрани. Стил и Алеша нису убеђени и припремају се за битку са Гледстоновом. |                  |                          |                     |                              |                      |                             |
| 4 | 4                | "Несигурност"            | Енди Годард         | Крис Чибнал                  | 16. март 2009.       | 6.24                        |
| Када је ловац на благо детектором метала открио костур стар девет година у плитком гробу поред блатњаве обале Темзе, то приморава Брукса и Девлина да поново отворе спорни случај убиства када су препознали остатке као остатке Дејвида Акројда који је нестао 1999. Његов наводни убица и пословни ортак Лук Слејд на крају је осуђен за убиство иако није пронађен леш, а непоуздани сведок је тврдио да му је Слејд рекао да је пререзао врат својој жртви, али специјалиста судске медицине констатује да је он упуцан у главу. Због тога изгледа да је Слејд жртва неосноване осуде. Стил, међутим, није убеђен и како се Слејд сам заступа на суду, постаје мање о суђењу, а више о освети између њих двојице. Слејд ускоро подноси судски налог за поништавање пресуде и крљаевски тужиоци сазнају да ће се Слејде сам себе заступати у жалбеном поступку. Док је био у затвору, Слејд се извештио у закону и добио је поновно суђење чиме је ставио на коцку каријеру Џејмса Стила у процесу као што је то било и са првобитним тужиоцем јер је ово био његов први случај са Краљевским тужилаштвом. Стил и полиција морају да изграде потпуно нови случај против њега и Стил се убрзо налази пред сопственим саслушањем о наводном недоличном понашању у потрази за Слејдом, али на срећу по Стила, посета Слејдовом старом цимеру у ћелији даје резултате. |                  |                          |                     |                              |                      |                             |
| 5 | 5                | "Закопан"                | Марк Еверест        | Кетрин Трегена               | 23. март 2009.       | 6.69                        |
| Када је грађевинска екипа открила остатке малог дечака у зиду, позвана је полиција. Остаци су касније препознати као Томас "Томи" Киган који је нестао 1983. у доби од осам година, а његово тело је пронађено 25. године након што је пријављен нестанак. Дечаку је тупим предметом смрскана лобања, а тело зазидано у зид. Брукс и Девлин се састају са полицајцем у пензији који је био задужен за првобитну истрагу и он је био уверен да познаје кривца Едварда Конора, суседа и осумњиченог педофила који је ухапшен, али полиција није могла да ухвати - или да извуче - његово признање па је пуштен због недостатка доказа. Такође упознају Џулију Мортимер, Томијеву другарицу из детињства која се играла са њим када су били мали. Она каже полицији да је видела Томија дан пре него што је умро, али они примећују неправилност у њеној изјави и траже од ње да се подвргне ЕМДР терапији такође познатој као регресиона хипноза да виде да ли могу да поврате нека додатна сећања јер верују да она подсвесно потискује своја сећања на догађаје из тог времена. Џулија свог отуђеног оца Вернона именује не само као убицу већ и као педофила који је и њу такође злостављао. Ово доводи до ранијег сексуалног злостављања и злоупотребе поверења и на Стилу је да натера човека да то призна на клупи за сведоке, али судски поступак доводи до љутих размена између Џулије и њеног оца. Међутим, Стил убрзо открива да цео његов случај почива на веома узнемиреном и можда непоузданом сведоку. |                  |                          |                     |                              |                      |                             |
| 6 | 6                | "Рај"                    | Тристрам Пауел      | Крис Чибнал                  | 30. март 2009.       | 5.87                        |
| Када је у нападу у подметнутом пожару на турски клуб побијено 17 људи, сви илегални усељеници без докумената, Брукс и Девлин су под притиском да открију ко стоји иза тога. Користећи надзорне камере, они успевају да уђу у траг осумњиченом до оближње болнице и оно што се прво сматрало расистичким нападом убрзо се испоставило да је много сложеније. Починилац Назим Казаба је ухваћен док је део уређаја који је користио пукао у експлозији и нешто му се забило у ногу, али одбија лечење, а стање не помаже када људска права осумњиченог стане на пут прибављању кључних доказа. Стилов покушај да натера човека да се подвргне лечењу није успео па полиција само чека да се рана загноји и, са доказима коначно у руци, оптужује га за убиство. Оптужени одлучује да склопи нагодбу и његови подаци их воде до Едиса Килића, једног од најистакнутијих чланова лондонске турске заједнице који је и шверцер људи за кога Казаба тврди да га је натерао да ућутка клабере који су били спремни да разоткрију његове активности. Тужилаштво се бори да изграде случај док се појављује сукоб између правде, односа у заједници и родног склада. Стил угрожава своје пријатељство са школским колегом Турчином коме смета што је под сумњом из студентских дана како би добио податке како би срушио Килића. |                  |                          |                     |                              |                      |                             |
| 7 | 7                | "Алеша"                  | Марк Еверест        | Кетрин Трегена               | 6. април 2009.       | 6.02                        |
| Када је Филипсову гинеколог др. Алек Мерик непримерено додиривао током рутинског лекарског прегледа, она подноси пријаву полицији и оптужује уваженог лекара за сексуални напад. Брукс, Девлин и Чендлерова се боре да пронађу чврсте доказе за истрагу и екипа постаје подељена, али изгледа да не могу да пронађу ниједну бившу болесницу која би можда изнела сличне тврдње. Међутим, они су открили да је спавао са неким болесницама, чак и ако оне неће да га оптуже за недолично понашање што онемогућава хапшење противречних извештаја претходних болесница. Пошто је сазнала да немају довољно доказа за наставак, Филипсова тада прибегава очајничким средствима да би добила правду, али себи погоршава ствари. Кад се вратила на контролни преглед, Мерик ју је дрогирао и силовао што је она снимила шпијунском камером. Лесли Манвил на суђењу тврди да је Алеша све наместила. Како Мерик такође тврди да је секс био споразуман и да је очигледно силовање заправо било играње улога како су се обоје договорили, Стил је под притиском да обезбеди осуду. |                  |                          |                     |                              |                      |                             |
| 8 | 8                | "Самарићанин"            | Енди Годард         | Крис Чибнал                  | 30. јул 2009.        | 6.51                        |
| Када је млади полицајац Ник Бентли ухваћен у рату између два растурача дроге, упуцан је и убијен у унакрсној ватри. Његов ортак, ПС Реј Грифин каже да Ник није требало да буде сам, али да су се раздвојили док су патролирали. Брукс и Девлин мисле да је то трагичан, али прилично непосредан случај и на крају проналазе сведока који препознаје једну од страна у продаји дроге. Убрзо су ухватили растурача дроге Теа Карсона. Карсон је потресао и њих и њихову шефицу инспекторку Натали Чендлер када им је рекао да је видео другог полицајца како стоји у близини док је повређени полицајац дозивао помоћ. Брукс и Девлин проналазе неправилност у Грифиновој званичној изјави и ствари постају напете у полицији када су почели да испитују колеге полицајце. Брукс и Девлин откривају да је Ник био педер и да су Бентлијеве колеге полицајци недавно сазнали за његово сексуално опредељење, као и да је Грифин вођа радикалне хришћанске скупине са хомофобичним склоностима. У КТС-у, Џејмс Стил и Алеша Филипс мисле да могу да докажу да је Грифин био дужан да помогне свом ортаку на самрти, али се њихов шеф Џорџ Касл не слаже. Он не жели да поремети њихов радни однос са полицијом и мисли да полиција неће бити уз њих. Џејмс и Алеша не желе да пусте Грифина на улице, иако тврде да је Грифин имао дужност да се брине и да је био дужан да помогне свом ортаку на самрти. |                  |                          |                     |                              |                      |                             |
| 9 | 9                | "Скривен"                | Џулијан Холмс       | Емилија ди Гироламо          | 6. август 2009.      | 6.53                        |
| Када је десетогодишња Џоди Гејнс пронађена мртва у напуштеном грађевинском објекту, Брукс и Девлин истражују таксисту који редовно води Џоди на часове музике. Он тврди да је оставио Џоди непосредно испред куће њене учитељице, али учитељица тврди да она никада није стигла. Брукс и Девлин схватају да неко од њих лаже - и након поновног саслушавања сваког сведока, они откривају да је таксиста није одвезао све до учитељеве куће због радова на путу који блокирају путању. Пар затим гледа снимке камера из околине. Ово потврђује причу таксисте, а такође баца ново светло на истрагу када се види да комби белог грађевинара прати Џоди. Брукс и Девлин сумњају да је Ник Карлтон, бивши робијаш који ради за наизглед безопасно грађевинско предузеће, у ствари је био човек који је отео Џоди – а форензички докази га повезују са њеном отмицом. Када је случај стигаона суд, оптуженом је изненађујуће дозвољено јемство – али га је напала и убила Џодина мајка Кејли, излечена наркоманка која је изгубила везу са девојчицом након битке за старатељство. Краљевски тужилац Џејмс Стил тражи осуду за убиство иако зна да ће Кејли вероватно имати саосећање суда. Изгледа да ће Кејли бити пуштена - али Девлин и Брукс откривају кључнан податак: Кејли је унајмила Карлтона да отме Џоди у шеми да добије новац од таблоида за причу. Ник је схватио да је Џоди болесна и хтео је да се повуче. Тужилаштво тврди да га је Кејли убила како би осигурала да полицији не каже њихов план. |                  |                          |                     |                              |                      |                             |
| 10 | 10               | "Друштвено-користан рад" | Кен Грив            | Кетрин Трегена               | 13. август 2009.     | 6.07                        |
| Бескућник са биполарним поремећајем Роланд Кирк откривен је тешко претучен на добро негованом стамбеном тргу имања у источном Лондону, а полиција је позвана на случај покушаја убиства. Кирк се незванично уселио у крај и већ неко време је живео у камперу на тргу, углавном стварајући проблеме са својим пријатељима бескућницима. Закон постаје минско поље за детективе Брукса и Девлина јер откривају да је њихов списак осумњичених дуг. Кирк није био баш добродошао на имање, а његово присуство је исмевало становнике који су уложили безброј притужби полицији, али се он враћао иако га је полиција удаљавала. Када је истрага открила да су камере за видео надзор искључене, што указује да је напад можда планиран, многи у суседству одбијају да сарађују и нико није вољан да се одрекне особе која је урадила оно што су многи од њих желели да ураде. Сумња пада на Џоа Батса, наизглед безопасног момка чију је девојку бескућник прогањао. Када се Кирк освестио, он тврди да се не сећа ко га је напао - осим да се сећао да је видео змаја пре него што је пао у несвест. Убрзо се открива да је 'змај' у ствари шара на Батсовој мајци и он је приведен и оптужен. Међутим, он открива да је те ноћи тамо било више мушкараца и Џо им каже да је то био несрећни отац Хари Морган који је убрзо оптужен за Кирков напад. Стил верује да има сигуран случај са неколико побуда - укључујући и Кирка који је напао и сломио руку Моргановој жени Ајриен, а Кирк је и превео Моргановог сина Нејта у свој начин живота. Међутим, када је случај стигао на суд, Морган тврди да је деловао у самоодбрани. |                  |                          |                     |                              |                      |                             |
| 11 | 11               | "Жртва"                  | Роберт Дел Мааестро | Тери Кафола и Нејтан Кокерил | 20. август 2009.     | 6.06                        |
| Познати месни растурач дроге и макро Дарен Макензи пронађен је како лежи на земљи у парку и изгледа да му недостаје бубрег. Брукс и Девлин схватају да морају да открију шта се тачно догодило човеку пре него што нападач поново нападне. Њих случај убрзо доводи до Џоане Вудли, наизглед обичне болеснице на интензивној нези којој је недавно успешно пресађен бубрег након два неуспела претходна покушаја. Када су открили да је бубрег стављен у Џоану припадао Макензију, они откривају да је неко на црно унео бубрег у болницу и употребио га у иначе законитој операцији. Када је Џоанин отац Филип открио да је платио Џоанином лекару Џону Рабертију 2.000.000 фунти да нађе Џоани одговарајући бубрег на било који начин, Брукс и Девлин верују да је лекар уз помоћ медицинске сестре Марте Кембл узео бубрег од Макензија као био једини одговарајући меч. Стил се убрзо мучи око тога кога би требало да стави на оптуженичку клупу - али је изненађен када је открио да ће Џорџ бранити оптуженог. |                  |                          |                     |                              |                      |                             |
| 12 | 12               | "Волети па изгубити"     | Марк Еверест        | Тери Кафола                  | 27. август 2009.     | 6.34                        |
| Пубертетлијка Деби Пауел се срушила и умрла по повратку са одмора на Тајланду. Брукс и Девлин сумњају да је дошло до насилне смрти када је у њеном организму пронађен пукнути презерватив који садржи хероин. Откривено је да је у трбуху имала више од седамдесет презерватива уличне вредности од 250.000 фунти. Траг осумњичених убрзо води до Џерија Крејга, познатог растурача дроге који је имао редован спој са Деби. Он, међутим, наводи Брукса и Девлина да верују да је Деби имала тајног дечка – и да је он био тај који је имао везе на Тајланду и да је договорио да Деби прокријумчари дрогу у земљу. Када се открило да је њен тајни дечко породични пријатељ Џек Гилмор, Брукс и Девлин откривају да је Деби била једна у дугом низу мазги које је Гилмор послао на одмор да му кријумчаре дрогу. Када је случај доспео на суд, Стил се суочава са тешком одлуком у вези са обезбеђивањем кривичног гоњења пошто је главни сведок Крејг одлучи да промени своју причу у ложи за сведоке. |                  |                          |                     |                              |                      |                             |
| 13 | 13               | "Обавеза части"          | Енди Годард         | Крис Чибнал                  | 3. септембар 2009.   | 6.28                        |
| Операција у којој су учествовали полицијски доушник и пошиљка дроге кренула је по злу што је довело до упуцавања доушника Шахида Нафора због чега ДН Џими Валентајн под сумњу. Он тврди да је Нафор потегао пиштољ на њега и да је у борби да га разоружа пуцао. Брукс, који је био део операције са Валентајном, изгледа сигуран да његов стари пријатељ говори истину и нема питања о томе шта се догодило. Међутим, Девлин, који је посматрао из позадине, не делује толико сигуран да је Нафор направио први потез. Валентајн је под истрагом и убрзо постаје очигледно да је Нафор био растурач дроге за Клајда Мејсона са којим је Валентајн имао тајни договор. Девлин открива да је Мејсон наредио Валентајну да убије Нафора пошто је открио да је давао податкје полицији о њему. Такође открива да је Валентајнова веза са Мејсоном почела пре неколико година када му је Мејсон понудио своту новца како би га ослободио оптужбе за поседовање дроге. Валентајн је то урадио тако што је договорио некога да уклони доказе из складишта доказа, што значи да би Мејсон био слободан на техничком плану. Међутим, када је случај доспео на суд, ствари постају погрешне. Валентајн изврће своју причу и тврди да је Брукс био само део операције из специфичног разлога – да је он особа која је украла дрогу из складишта са доказа. |                  |                          |                     |                              |                      |                             |

## Емитовање епизода
Првих 7 епизода премијерно је емитовано у Великој Британији, а преосталих 6 у Канади.